# Épaney
Épaney (e.pa.nɛⓘ) es una población y comuna francesa, situada en la región de Baja Normandía, departamento de Calvados, en el distrito de Caen y cantón de Morteaux-Coulibœuf.

## Demografía
| 336 | 305 | 270 | 302 | 352 | 315 |
| Para los censos de 1962 a 1999 la población legal corresponde a la población sin duplicidades (Fuente: INSEE [Consultar]) |     |     |     |     |     |